# Crutzitzin
Crutzitzin är en ort i Mexiko.   Den ligger i kommunen Chignautla och delstaten Puebla, i den sydöstra delen av landet, 190 km öster om huvudstaden Mexico City. Crutzitzin ligger 2 163 meter över havet och antalet invånare är 569.
Terrängen runt Crutzitzin är huvudsakligen kuperad, men norrut är den bergig. Runt Crutzitzin är det ganska tätbefolkat, med 179 invånare per kvadratkilometer. Närmaste större samhälle är Teziutlan, 4,2 km nordost om Crutzitzin. I omgivningarna runt Crutzitzin växer huvudsakligen savannskog.